# Bunyaviridae
Bunyaviridae este o familie de virusuri cu genom ARN, reprezentanții familiei identificându-se mai ales la artropode și rozătoare.